# Penica
Penica là một chi bướm đêm thuộc họ Gracillariidae.

## Các loài
- Penica peritheta Walsingham, 1914